# Chim Phí bay về cội nguồn
Chim Phí bay về cội nguồn là ca khúc do Y Phôn Ksor sáng tác năm 1992 trong dịp tham gia Trại sáng tác âm nhạc khu vực Tây Nguyên, ca khúc được ra mắt với giọng hát của Nghệ sĩ nhân dân Y Moan.

## Cảm hứng sáng tác
Chim Phí là vật tổ của dòng họ Ksor, dù có di tản đi đâu nhưng loài chim này luôn quay trở lại tụ tập trên một loại cây nhất định trong rừng.
Chim Phí hay chim Pí được miêu tả gần giống Giẻ cùi bụng vàng là có màu xanh lá, bụng màu vàng, phần đầu màu đen, khá giống chào mào. Y Phôn còn miêu tả con trống có màu đỏ, con mái có màu xanh lá non làm chủ đạo.

## Phát hành và đón nhận
Ca khúc này giúp Y Jack Arul đoạt huy chương bạc Hội diễn ca múa nhạc chuyên nghiệp toàn quốc năm 1993.
Năm 1997, ca khúc đạt giải Khuyến khích của Hội Nhạc sĩ Việt Nam.